# Bao Yingying
Bao Yingying (kinesiska: 包盈盈; pinyin: Bāo Yíngyíng), född den 6 november 1983 i Qidong, Kina, är en kinesisk fäktare som tog OS-silver i damernas lagtävling i sabel i samband med de olympiska fäktningstävlingarna 2008 i Peking.